# Bactrocythara candeana
Bactrocythara candeana is een slakkensoort uit de familie van de Mangeliidae. De wetenschappelijke naam van de soort is voor het eerst geldig gepubliceerd in 1847 door d'Orbigny.